# Radličná kost
Radličná kost (latinsky: vomer) je nepárová plochá lebeční kost umístěná u člověka v dorzokaudální (tedy „zadní a spodní“) části nosní přepážky. Vyskytuje se nicméně v určité podobě již u čelistnatých ryb.

## Anatomie lidské kosti radličné
V horní části vybíhá ve dvě symetrické, šikmo vzhůru směřující lamelovité prodlouženiny, které se označují alae vonieris. Těmi se kost radličná napojuje na rostrum klínové kosti i na vlastní tělo kosti klínové. Šev mezi těmito kostmi (v podobě rostra vsazeného mezi dvě křídla radličné kosti) se označuje schindylesis. Poněkud ventrálněji se kost radličná napojuje na kost čichovou. Naopak na spodní (kaudální) straně se radličná kost napojuje na tvrdé patro, a to konkrétně na jeho dlouhý hřebenitý výběžek (crista nasalis).

## Embryonální vývoj
Vomer vzniká již v druhém fetálním měsíci, a to z dvou osifikačních jader (oblastí tkáně, které postupně kostnatí). Nejprve osifikuje oblast přiléhající k chrupavčitým přepážkám nosním, kost roste postupně směrem vzhůru, ale až koncem lidského růstového období dochází ke spojení s čichovou a klínovou kostí. Velmi často dochází k vychýlení radličné kosti směrem doleva nebo doprava (což je spojeno s vychýlením celé nosní přepážky, s křivým nosem), poněkud vzácnější jsou různé otvory ve vomeru způsobené nekompletním zkostnatěním nebo dokonce zdvojení vomeru, což nastává při nesplynutí původních dvou osifikačních jader.